# Лощенков Федір Іванович
Федір Іванович Лощенков (6 лютого 1915, село Сморкачовка Рославльського повіту Смоленської губернії, тепер Єршицького району Смоленської області, Росія — 2 листопада 2009, місто Москва, тепер Росія) — радянський державний діяч, 1-й секретар Новосибірського міського комітету КПРС, 1-й секретар Ярославського обласного комітету КПРС, голова Державного комітету СРСР з матеріальних резервів. Кандидат у члени ЦК КПРС у 1961—1976 роках. Член ЦК КПРС у 1976—1990 роках. Депутат Верховної Ради СРСР 6—11-го скликань.

## Життєпис
Народився в селянській родині. Трудову діяльність розпочав у 1932 році вагарем на залізничній станції Рославль.
У 1934—1936 роках навчався в Рославльському технікумі шляхів сполучення. У 1936 році — бригадир, технік вагоноремонтного пункту на станції Родакове Донецької залізниці.
У 1936—1938 роках служив у Червоній армії: командир танка розвідувального танкового батальйону.
У 1938—1943 роках — студент Московського авіаційного інституту імені Серго Орджонікідзе, інженер-технолог.
Член ВКП(б) з 1943 року.
З початку 1943 року — інженер-інспектор з відновлення та ремонту техніки авіаційного заводу № 301 в Московській області. З березня 1943 по жовтень 1944 року працював у фронтових бригадах з відновлення літаків в авіачастинах діючої армії Карельського, Ленінградського, Західного фронтів і в авіації Чорноморського Військово-морського флоту.
У 1944—1946 роках — слухач Вищої партійної школи при ЦК ВКП(б).
У 1946—1951 роках — заступник завідувача відділу авіаційної промисловості Новосибірського обласного комітету ВКП(б); заступник секретаря, завідувач відділу оборонної промисловості, завідувач промислово-транспортного відділу Новосибірського міського комітету ВКП(б).
У 1951—1954 роках — 1-й секретар Дзержинського районного комітету ВКП(б) (КПРС) міста Новосибірська.
У 1954—1955 роках — 2-й секретар Новосибірського міського комітету КПРС.
У 1955—1959 роках — 1-й секретар Новосибірського міського комітету КПРС.
У 1959 — травні 1961 року — 2-й секретар Новосибірського обласного комітету КПРС.
У травні — червні 1961 року — інспектор ЦК КПРС.
17 червня 1961 — січень 1963 року — 1-й секретар Ярославського обласного комітету КПРС. У січні 1963 — грудні 1964 року — 1-й секретар Ярославського промислового обласного комітету КПРС. У грудні 1964 — 23 червня 1986 року — 1-й секретар Ярославського обласного комітету КПРС.
23 червня 1986 — 27 червня 1989 року — голова Державного комітету СРСР з матеріальних резервів.
З червня 1989 року — персональний пенсіонер союзного значення в Москві.
Помер 2 листопада 2009 року в місті Москві. Похований на Троєкуровському цвинтарі.

## Нагороди і звання
- два ордени Леніна
- три ордени Трудового Червоного Прапора
- медалі
- знак «За заслуги перед містом Ярославлем»
- Почесний громадянин Ярославської області